# Valea Racilor, Gorj
Valea Racilor este un sat în comuna Negomir din județul Gorj, Oltenia, România.

## Etimologie
Nu există legende despre întemeierea primelor așezări.
Etimologia toponimicului pornește de la substantivul „vale”, la care s-a adăugat determinativul „racilor”.

## Istoric
Așezat pe valea cu același nume, satul Valea Racilor este atestat documentar la jumătatea secolului al XVIII-lea, într-un document din 1746.

În unele lucrări istorice, s-a acreditat ideea că satul este atestat documentar la jumătatea secolului al XVI-lea. Pornindu-se de la un hrisov al domnitorului Țării Românești, Petru cel Tânăr, din 5 august 1567, prin care acesta întărea mai multe ocine:
„popii Radu și lui Coman în Butești și Cacova”,
se consideră că și mențiunea din actul întărit de domn: 
„Și iar a cumpărat Coman de la Stoichină ogoare două pajiște și la Valea Racilor pentru un cal”,
se referă tot la satul Valea Racilor din județul Gorj.
Analizând toponimicele ce apar în hrisov și comparându-le și cu alte documente, considerăm că această aserțiune nu acoperă realitatea, fiind de fapt vorba despre o localitate din județul Vâlcea (Cacova, astăzi Piscul Mare). Satul nu apare nici în lucrările geografice de la sfârșitul secolului al XIX-lea. Afirmația conform căreia satul „Racii de peste deal” ar purta denumirea de „Valea Racilor”, nu se referă la satul Valea Racilor, prin „Valea Racilor” înțelegându-se de fapt întreaga vale a Jilțului Racilor.
De-a lungul istoriei, satul a aparținut mai multor unități teritorial-administrative. Având o largă deschidere spre satele Condeiești și Raci, așezarea a fost o lungă perioadă din istorie mahala a satului Raci. 
Satul apare în documente după anul 1918. În tabelele de împroprietărire de la 1921 apare menționată mahalaua Valea Racilor. Din același document, aflăm că din satul Raci făceau parte mahalalele Brânzănești, Condeiești, Paltinu și Valea Racilor.
Primele date oficiale concrete despre așezare le avem din anul 1930, cu prilejul efectuării recensământului din 29 decembrie 1930. Conform acestuia, în sat existau 210 locuitori. După anul 1932, satul intră definitiv în memoria colectivă și în datele oficiale ca sat al comunei Raci.
Cele mai vechi familii, aici, au fost: Alexandrescu, Geamănu, Stamatescu și Florescu.

## Geografie
Satul Valea Racilor este situat pe o vale străjuită la nord de Dealul Dâmbului, la est de Dealul Urdarilor și la sud de Dealul Măiag.
Întemeierea așezării a fost determinată de condiții fizico-geografice favorabile. Deși la nord-est și est dealurile au povârnișuri mari, la baza acestora se găsesc o mulțime de izvoare care alimentează matca „Valea Racilor”. Dealurile dinspre Urdari au, în cea mai mare parte a zilei, expunere spre soare, ceea ce a contribuit din vechime la cultivarea lor cu viță-de-vie. Vinul obținut din aceste vii este de o bună calitate, pentru că strugurii înmagazinează o mare cantitate de zahăr. În platoul de deasupra văii, spre nord-est, sunt terenuri arabile cultivate cu cereale și mulți nuci și peri. Zăpada se topește devreme, oamenii putând să semene în mustul zăpezii păioasele de primăvară și lucerna. 
Spre sud-est, unde este Curătura lui Ruță, se găsesc terenuri arabile cultivate cu cereale și pomi fructiferi. 
Oamenii din Valea Racilor au crescut, din vechime, multe animale, grație pășunilor din preajma așezării. Fiind îmbrăcate cu salcâmi, dealurile dinspre sud și nord-est au oferit și o altă oportunitate oamenilor: creșterea albinelor. Cei mai cunoscuți stupari ai satului au fost Ștefan Alexandrescu și Dumitru Scurtu. 
De luat în seamă, în stabilirea primelor case, a fost protecția pe care dealurile marginale văii au asigurat-o față de vânturile reci. Matca „Valea Racilor” a oferit ea însăși condiții favorabile de viață locuitorilor, cursul ei nesecând nici în perioadele de secetă maximă. 
Punctul de iradiere al așezării a fost pe partea nord-estică a văii, chiar sub umărul dealului. Apoi s-a îmbrăcat dealul dinspre sud, ca mai apoi locuitorii să se așeze de-a lungul drumului sătesc ce se leagă de drumul județean și spre est de comuna Urdari,
Satul este adunat, casele înșirându-se atât la poalele dealurilor, cât și de-a lungul mătcii și a drumului sătesc.

## Relații economice
Teritorial-administrativ, satul Valea Racilor a făcut parte, de-a lungul istoriei, din mai multe comune (Artanu, Negomir, Raci, Valea cu Apă). Legătura sa dominantă a fost spre satul și comuna Raci de care a depins mult timp politico-administrativ, religios, școlar și medical. 
Ca și alte sate vecine, satul Valea Racilor a gravitat economic spre Strehaia, până spre anii '90 ai secolului al XX-lea, cum, de altfel, au fost multe sate din împrejurimi. După ce extracțiile de cărbune și producerea energiei electrice devine activitatea de bază în zona Motru-Rovinari, acest sat, ca și altele, a început să depindă de bazinele carbonifere și de termocentralele din zonă (Rovinari și Turceni). 
Dacă până în 1989 satul avea legături economice cu Peșteana-Jiu (mulți locuitori din sat desfăcându-și aici producția de rachiu, vin și pe cea animalieră), după 1990, satul își schimbă orientarea, în acest plan, spre Bolboși. 
Până în anul 1965, cele mai multe procese civile legate de proprietate se judecau la Strehaia. După 1965, problemele ce țin de justiție se vor rezolva la Judecătoria din Târgu Jiu.